# Czerwone Gitary

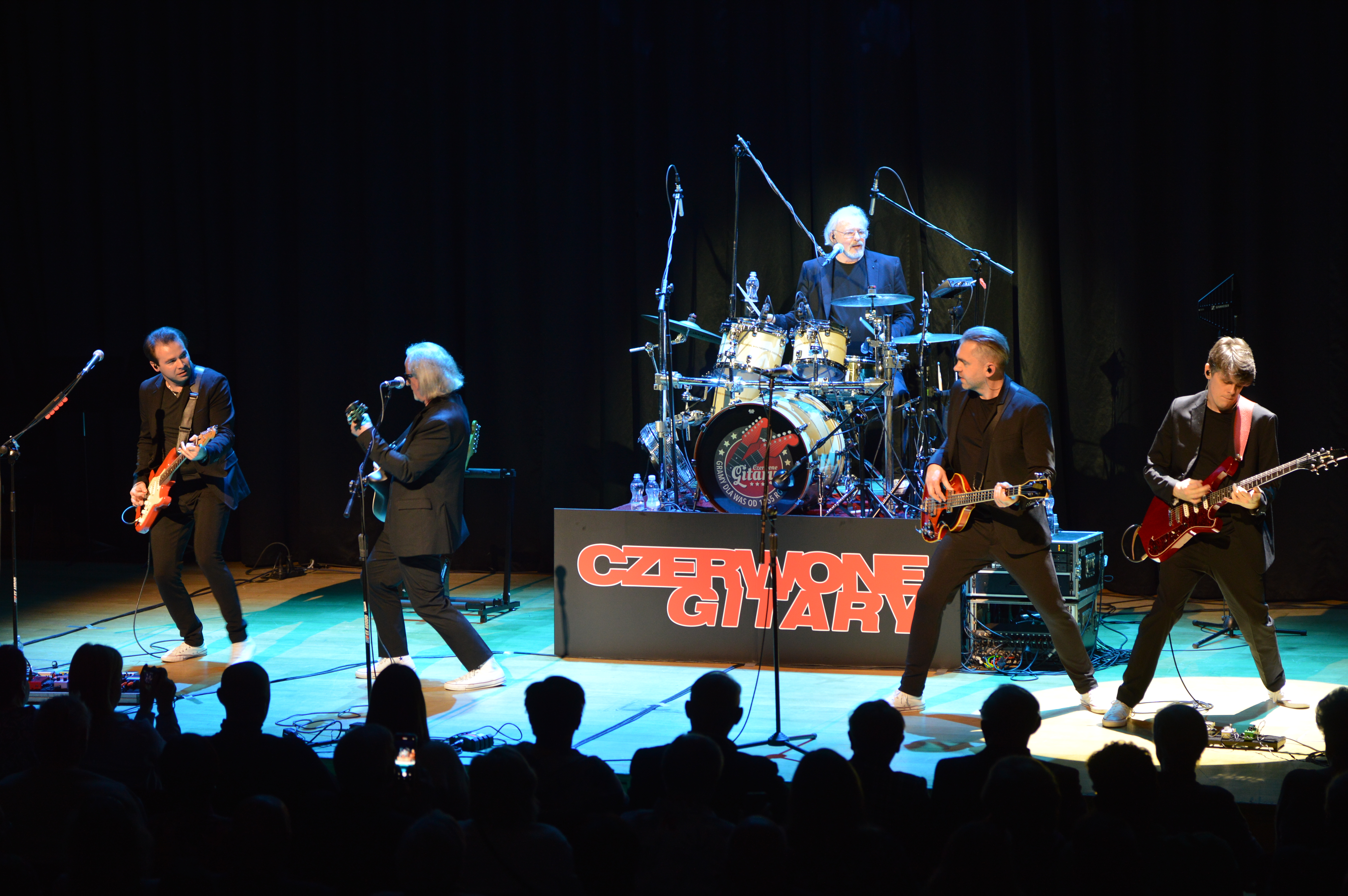
Czerwone Gitary (2023)

Die Band Czerwone Gitary (deutsch: Rote Gitarren) ist eine der populärsten Bands der polnischen Musikgeschichte und bekannt als „die polnischen Beatles“.

## Geschichte
Die im deutschsprachigen Raum unter dem Namen Rote Gitarren auftretende Band wurde am 3. Januar 1965 von Henryk Zomerski und Jerzy Kossela in Danzig gegründet. Zusammen mit Bernard Dornowski, Krzysztof Klenczon und Jerzy Skrzypczyk ging die Band einige Monate später unter dem Motto Wir spielen und singen am lautesten in Polen auf ihre erste große Tournee im Inland. Schon im Dezember 1965 erfolgte die erste Neubesetzung. Zomerski verließ die Band kurz nach der Gründung und wurde durch Seweryn Krajewski ersetzt, der in den Folgejahren die meisten Titel der Gruppe komponierte.
Auf der Midem, der weltgrößten Musikmesse, erhielten sie 1968 gemeinsam mit den Beatles einen Preis für die meistverkauften Schallplatten in Polen. Diese Auszeichnung bedeutete den Durchbruch im internationalen Musikgeschäft. Allein in der Deutschen Demokratischen Republik verkauften sie in den 1970er und 1980er Jahren über eine Million Tonträger. Acht Jahre später standen sie erneut in einer internationalen Arena; 1977 errangen sie beim Grand Prix de Intervision Sopot mit Nie Spoczniemy (Wir ziehen weiter) den 2. Preis.
Ihr 1999 veröffentlichtes Album ...jeszcze gra muzyka wurde von Kritikern zum besten Album in der Geschichte der Band erklärt. Seit 2000 führten Tourneen die Band u. a. nach Polen, die USA, in den Moskauer Kreml und nach Deutschland, Österreich und in die Schweiz.
Artur Chyb spielt seit 2013 als Gitarrist und Sänger in der Band mit. Er soll der Nachfolger von Jerzy Kossela werden.

## Besetzung

### Aktuelle Besetzung
- Jerzy Skrzypczyk (Schlagzeug, Gesang)
- Mieczyslaw Wadolowski (Gitarre, Gesang)
- Arkadiusz Wisniewski (Gitarre, Bassgitarre, Gesang)
- Marek Kisielinski (Gitarre, Klavier, Keyboard, Gesang)
- Artur Chyb (Gitarre, Gesang)

### Ehemalige Bandmitglieder
- Henryk Zomerski (* 9. Dezember 1942; † 16. April 2011 – Gitarre, Bassgitarre, Keyboard)
- Jerzy Kossela (Gitarre) (* 15. Juli 1942; † 7. Januar 2017)
- Krzysztof Klenczon (* 4. Januar 1942; † 7. April 1981 – Gitarre, Gesang)
- Bernard Dornowski (Gitarre, Gesang)
- Seweryn Krajewski (Bassgitarre, Gesang)
- Dominik Konrad (Querflöte, Gitarre, Gesang)
- Ryszard Kaczmarek (Bassgitarre)
- Jerzy Bartz (Schlagzeug)
- Jan Pospieszalski (Bassgitarre)

## Diskografie

### Alben (polnischsprachig)
- 1966: To właśnie my, Polskie Nagrania (Pronit) (PL: Gold)[4]
- 1967: Czerwone Gitary 2, Polskie Nagrania (Muza)
- 1968: Czerwone Gitary 3, Polskie Nagrania (Muza)
- 1970: Na fujarce, Polskie Nagrania (Muza)
- 1970: Czerwony Gitary – Warszawa, Amiga
- 1971: Consuela, Amiga
- 1971: Spokój serca, Polskie Nagrania (Muza)
- 1974: Rytm Ziemi, Polskie Nagrania (Muza)
- 1976: Dzień jeden w roku, Polskie nagrania (Muza)
- 1976: Czerwony Gitary, Polskie Nagrania (Muza)
- 1977: Port Piratów, Port piratów
- 1978: Rote Gitarren, Amiga
- 1979: The best of Czerwony Gitary Vol. I-III, Polskie Nagrania, CDs 1991
- 1999: Jeszcze gra muzyka, Rubikon
- 2005: OK, Czerwony Gitary Group (PL: Gold)
- 2005: Złota kolekcja (Nie spoczniemy) (PL: Gold)

### Alben (deutschsprachig)
- 2007: 40 Jahre Amiga – Box 10 – Rote Gitarren (Amiga, BMG)
- 2009: Herz verschenkt (deutsches Album), Sony Music

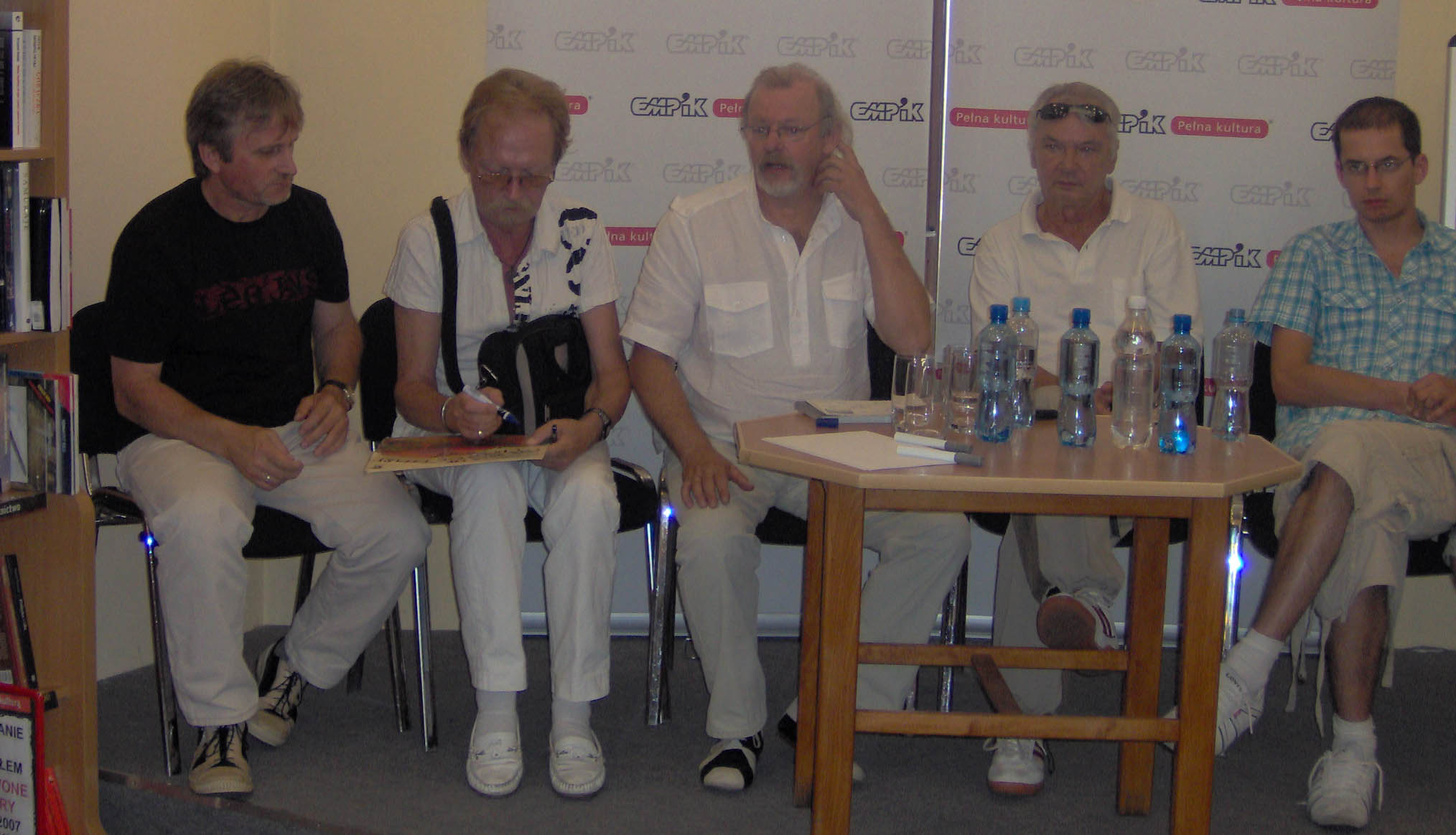
Czerwone Gitary im Jahr 2007

### Singles (polnischsprachig)
- Nie mów nic
- Nie zadzieraj nosa
- Historia jednej znajomosci
- Matura
- Co za dziewczyna
- Stracić kogoś
- Takie ładne oczy
- Dozwolone do lat 18-tu
- Kwiaty we włosach
- Anna Maria
- Biały krzyż
- Płoną góry, płoną lasy (PL: Gold, 1971)
- Niebo z moich stron
- Ciągle pada
- Dzień jeden w roku
- Nie spoczniemy
- Remedium
- Polska To My

### Singles (deutschsprachig)
- 1970: Anna Maria (A), Wenn du willst (B) (Amiga)
- 1971: Solche schönen Augen (A), Heut' kennst du mich nicht mehr (B) (Amiga)
- 1971: Küsse bei Nacht (A), Wachsein im Dunkeln (B) (Amiga)
- 1971: Weit und fern (A), Leben mit dir (B) (Amiga)
- 1975: Anna M. (A), Draußen bei den Weiden (B) (Amiga)
- 1975: Hochzeit (A), Worte sind Wellen (B) (Amiga)
- 1976: Und es regnet (A), Ein guter Tag (B) (Amiga)
- 1977: Weißes Boot (A), Piraten Lied (B) (Amiga)
- 1977: Wir ziehen weiter (A), Weißt du noch (B) (Amiga)
- 1980: Wie Sand im Wind (A), Altes Paar (B) (Amiga)

### Videoalben
- 2011: Koncert Jubileuszowy (PL: Gold)